# Breg pri Golem Brdu
Breg pri Golem Brdu is een plaats in Slovenië en maakt deel uit van de gemeente Brda in de NUTS-3-regio Goriška. De plaats telde 26 inwoners op 1 januari 2020.